# Alopecosa balinensis
Alopecosa balinensis là một loài nhện trong họ Lycosidae.
Loài này thuộc chi Alopecosa. Alopecosa balinensis được Giltay miêu tả năm 1935.